# 新发地站
新发地站是一个位于中国北京市丰台区花乡街道新发地村京开高速与南苑西路交叉处东北象限绿地内，属于北京地铁19号线的地铁车站，2021年12月31日开通。

## 车站结构

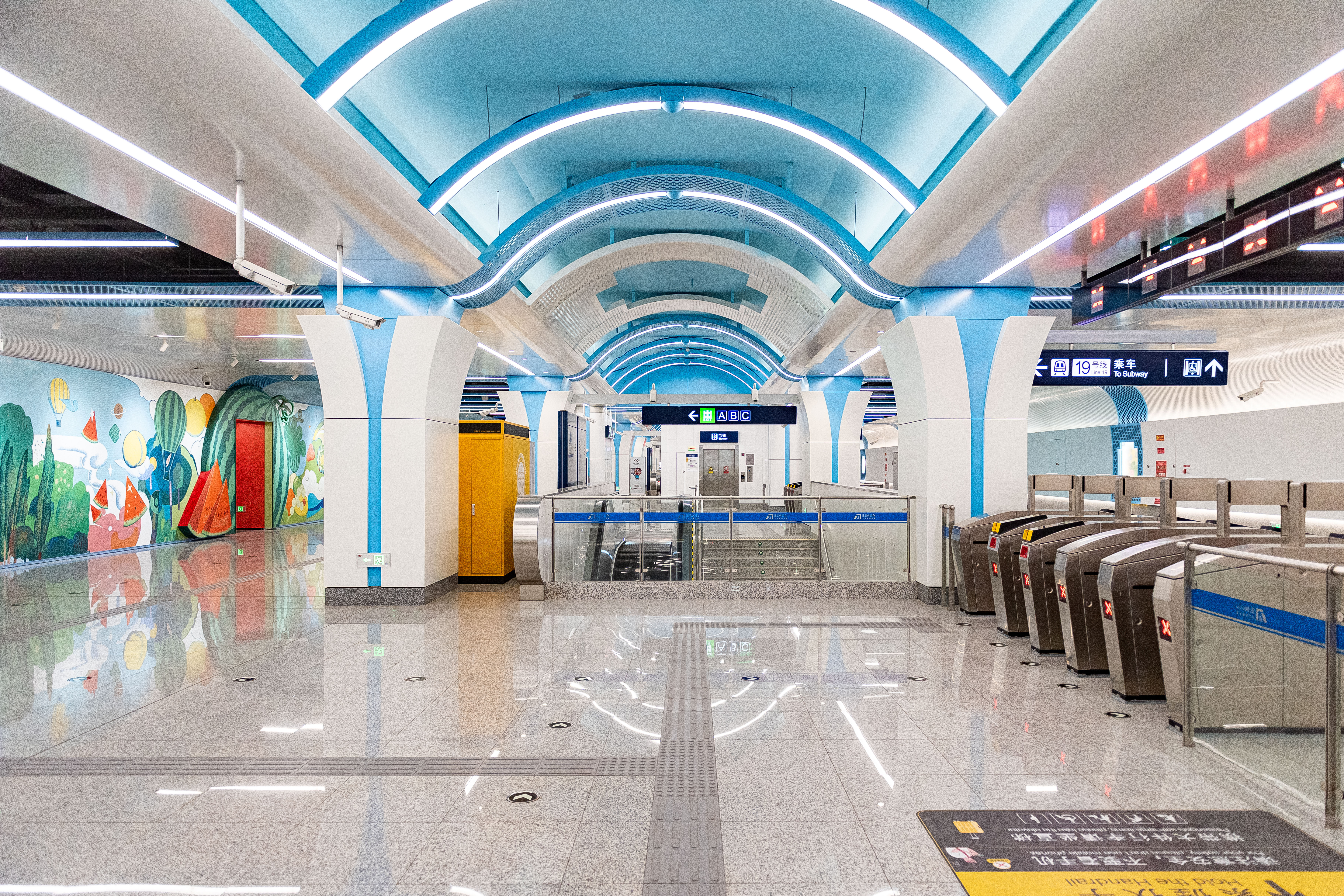
站厅

本站为地下三层三跨岛式车站，总长246米，标准段宽22.3米，总建筑面积20125.03平方米。站厅层布置有壁画《瓜果欢乐颂》，站厅至站台最南、最北两处楼扶梯眉头墙则设有《瓜果蔬香》壁画。
| 地面 | 街道               | 出入口                           |  |  |
| B1层 | 站厅               | 票务服务、自动售票机、一卡通充值 |  |  |
| B2层 | 设备层             | 车站设备                         |  |  |
| B3层 |                    | █ 19号线 往牡丹园（草桥）        |  |  |
|      | 岛式站台，左侧开门 |                                  |  |  |
|      |                    | █ 19号线 往新宫（新宫）          |  |  |

## 出入口
新发地站设有3个出入口，其中A出口（西北口）位于新发地北公交车站东侧，B出口（东南口）位于南苑西路北侧，C出口（西南口）位于新发地北桥东侧。
|                       |            |                  |      |            |
| 编号                  | 指示       | 建议前往的目的地 | 照片 | 无障碍设施 |
| 出口 · A              | 潘家庙路   |                  |      | 不適用     |
| 出口 · B · 升降机标志 | 南苑西路   |                  |      |            |
| 出口 · C              | 京开路辅路 |                  |      | 不適用     |
| 註： 設有             |            |                  |      |            |